# Prästgatan

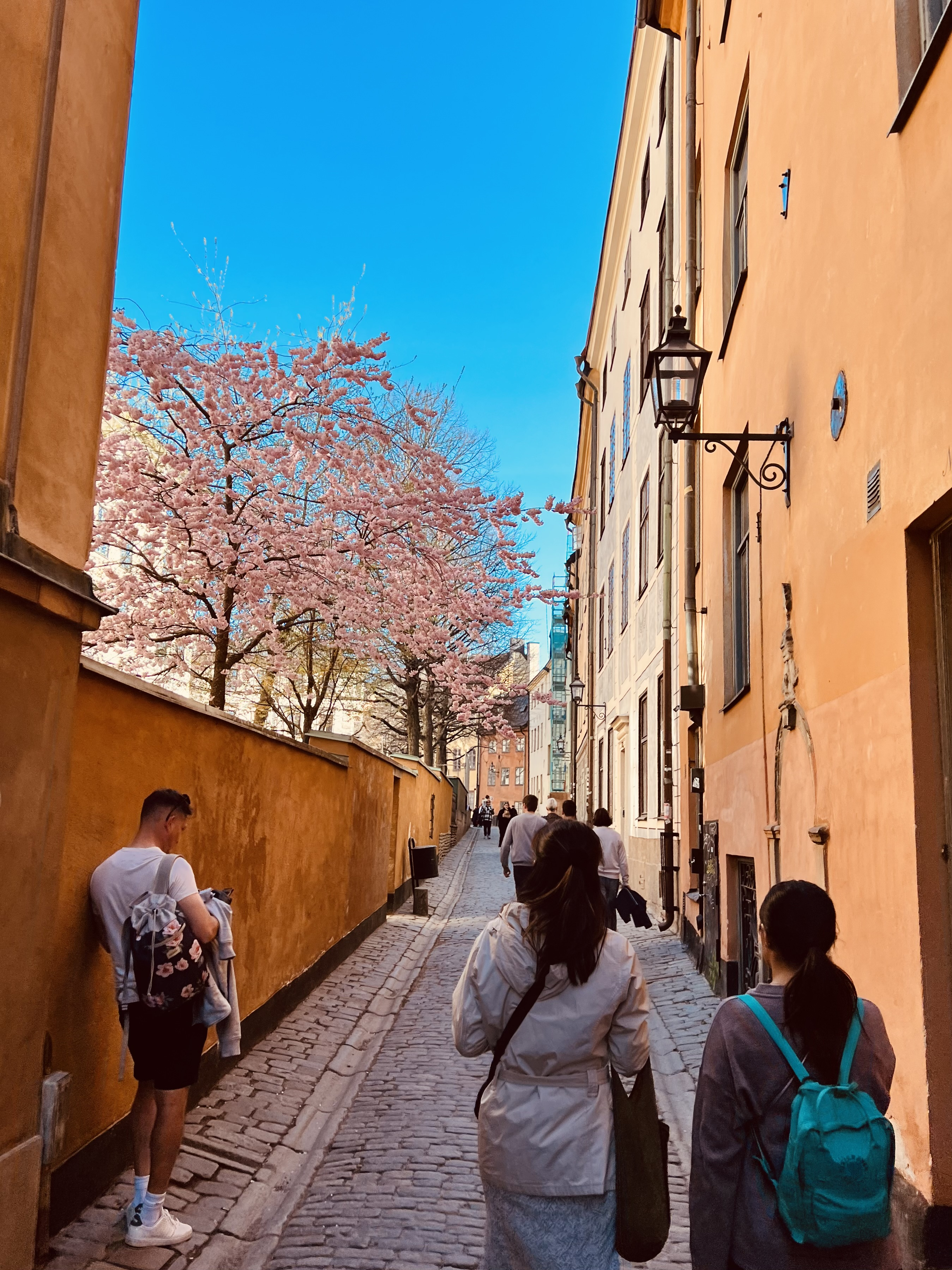
Prästgatan mot söder

Prästgatan är en gata i Gamla Stan i Stockholm. Den går innanför Stockholms äldre stadsmur som en gång omgav Gamla stans högplatå och har kvar sin ursprungliga sträckning från den korta delen norr om  Storkyrkobrinken till Österlånggatan. 

## Historik
Vid namnrevisionen 1885 bestämdes denna gatans namn till Prästgatan, men redan 1586 omnämns gatan som Prästegathen efter de bostäder som fanns där för stadens kaplaner. De fyra små husen som kaplanerna bodde i revs 1708. Då uppfördes den ännu kvarstående prästbostaden. 
Den sydliga delen av gatan kallades på 1730-talet Stenbergs gränd efter den tyske adelsmannen och hovstallmästaren Antonius von Steinberg (död 1675). Han ägde hela kvarteret Venus som ligger intill grändens södra slut. Från mitten av 1700-talet till mitten av 1800-talet kallas samma avsnitt för Tyska Prästgatan, efter Tyska kyrkans präster och den norra delen hette under samma tid Svenska Prästgatan, efter Storkyrkans präster. Den korta delen norr om Storkyrkobrinken hette ursprungligen  Helvetiegränden och det namnet kom från ett område som kallades Helvetet. 1451 omtalas en tomt belæghin i helvite. Varför området kallades så finns olika uppfattningar om, möjligtvis kan det berott på att bödeln bodde där. 
Vid hörnet mellan Kåkbrinken och Prästgatan finns runstenen U 53 inmurad i husgrunden och en kanonpipa i hushörnet. På runstenen står det: Torsten och Frögunn lät resa stenen efter sin son. Frögunn är ett hedniskt kvinnonamn och stenen antas vara från 1000-talet, huggen av en runhuggarmästare från Uppland. Stenen har antagligen kommit hit som byggmaterial. Var den ursprungligen stått vet ingen längre. Kanonpipan placerades här någon gång på 1600-talet som hörnskydd mot de stora vagnar som börjat trafikera de smala gatorna.
Brottet som låg som bakgrund till det berömda Sagerska målet ägde rum på Svenska Prästgatan 14 (nuvarande Prästgatan 32) år 1848.
På Prästgatan 78 föddes konstnären Carl Larsson 28 maj 1853. Reliefen på fasaden som berättar detta sattes dit 1920 av Stockholmsgillet.

## Bilder

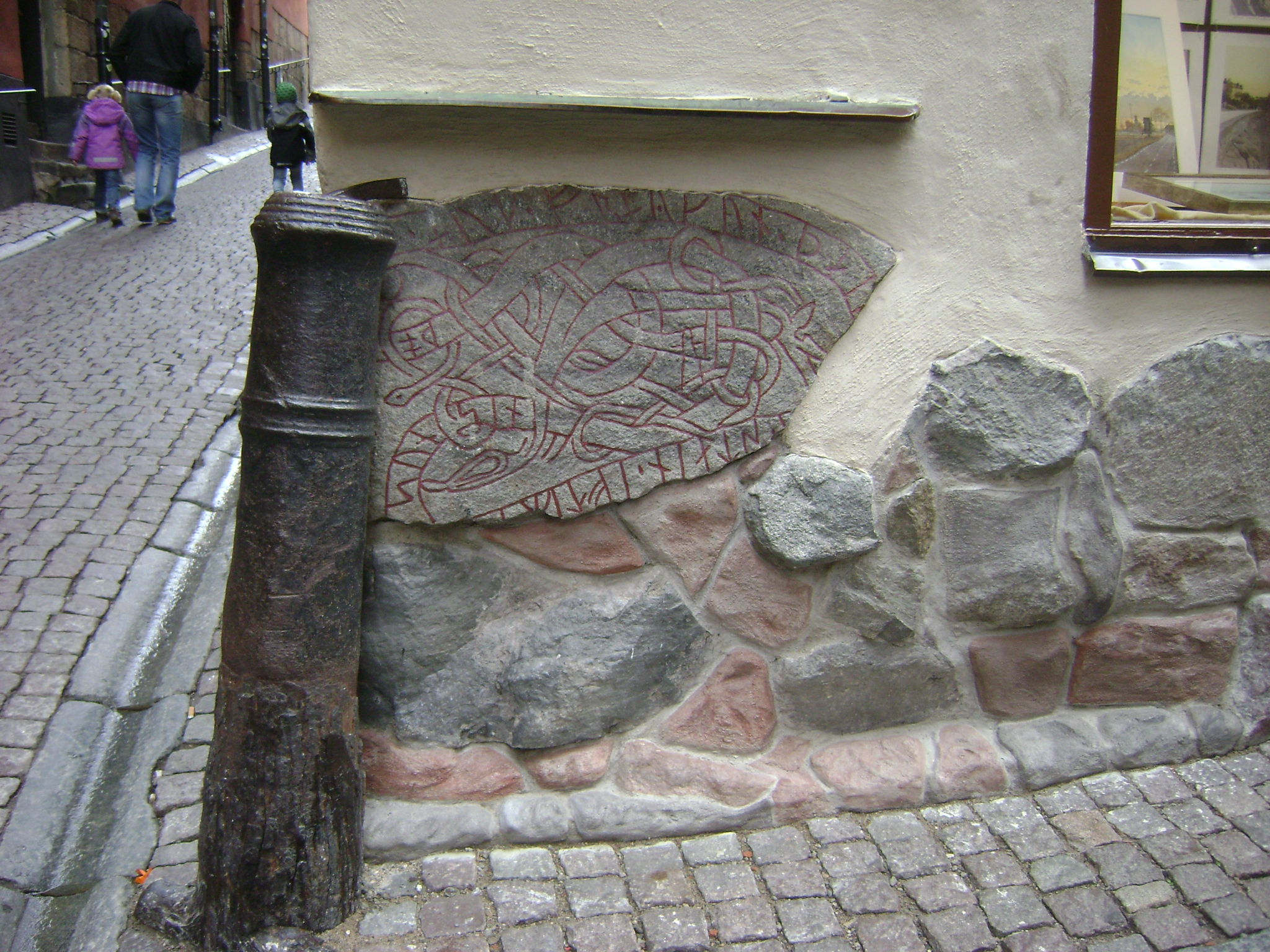
Kanonpipan och runstenen
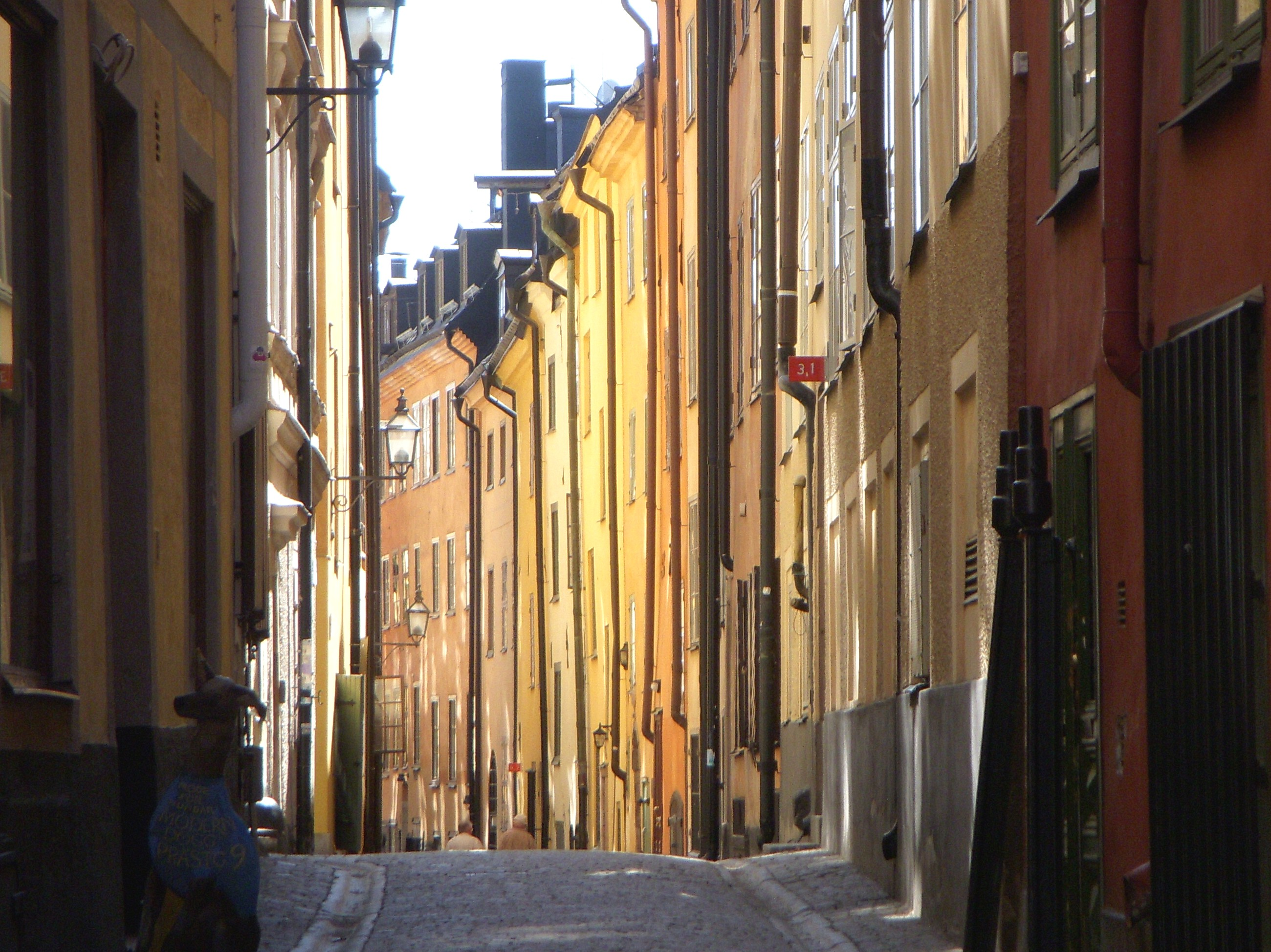
Prästgatan mot syd
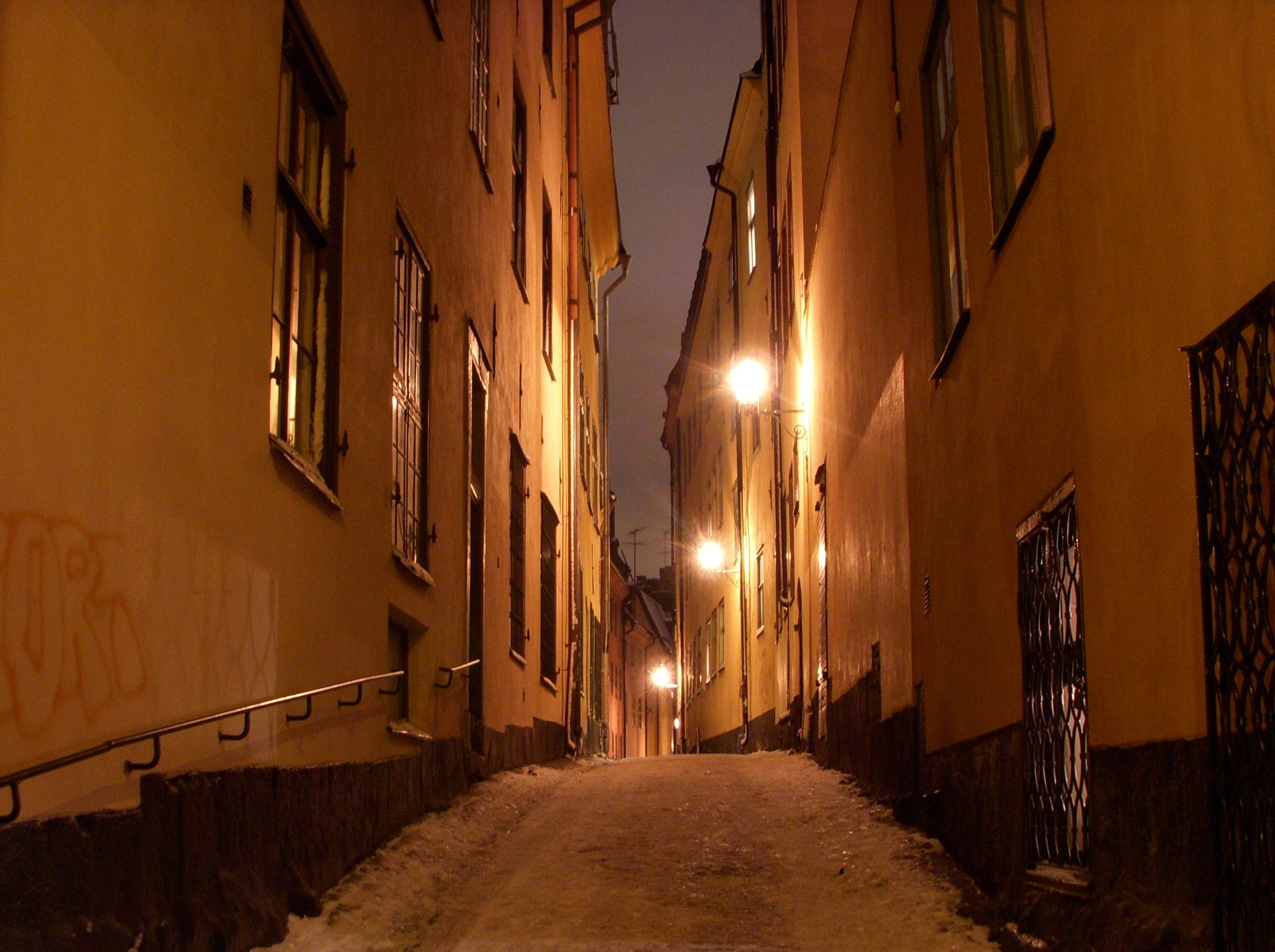
Delen norr om Tyska brinken
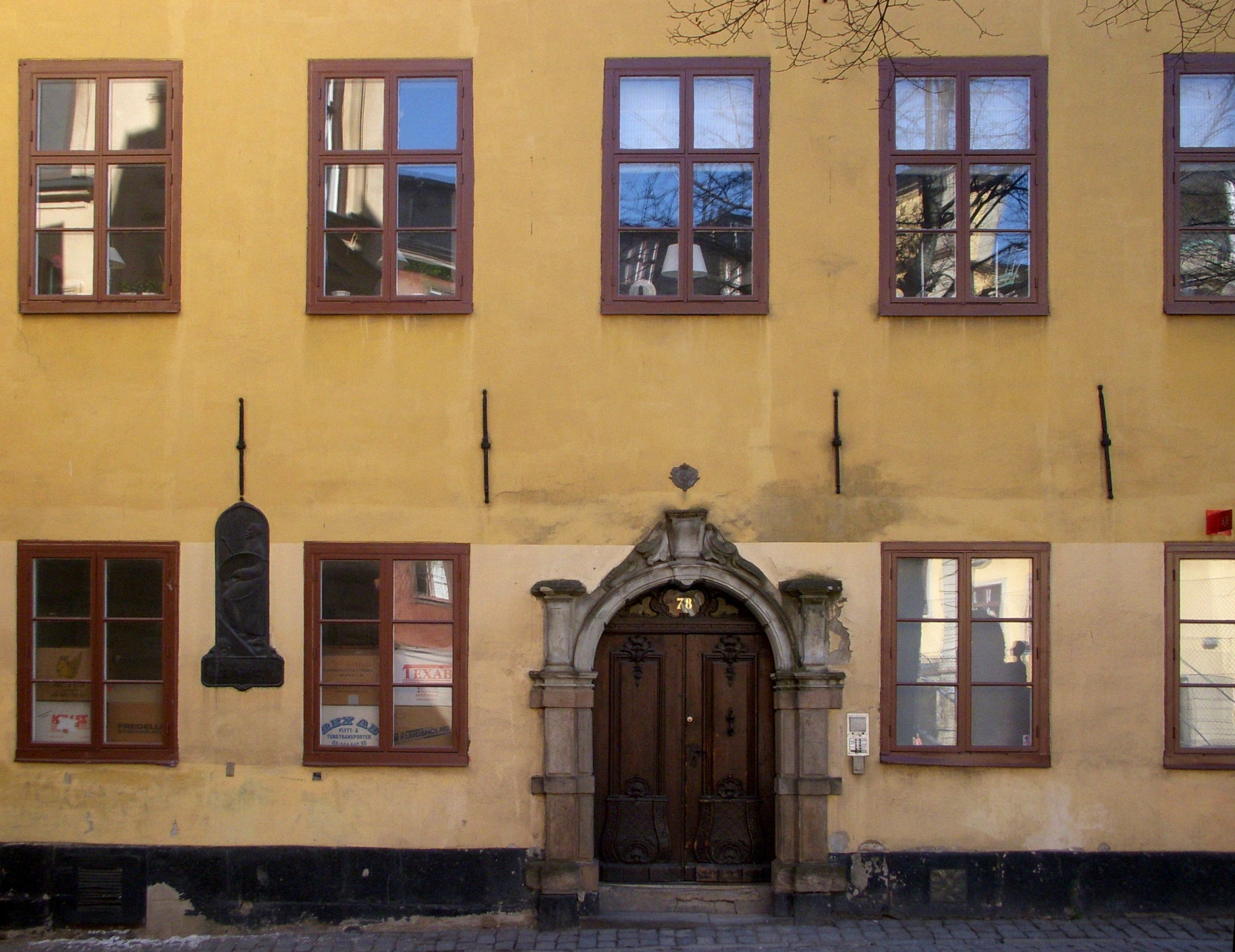
Prästgatan 78, Carl Larssons födelsehus